# خفاش كبير الأذن أصفر الحنجرة
خفاش كبير الأذن أصفر الجنجرة أو خفاش برتقالي الحنجرة (الاسم العلمي: Lampronycteris brachyotis)، هو نوع من الخفافيش من أمريكا الجنوبية والوسطى، يمتد نطاقة من جنوب المكسيك إلى البرازيل. إنه نوع أحادي الطراز من جنس خفاش لماع. قوته الفواكه والحشرات، يوجد في غابات الأراضي المنخفضة حتى ارتفاع 700 م. يكون نشاطه أكبر في أول ساعتين بعد غروب الشمس، ويبلغ ذروته مرة أخرى بعد منتصف الليل.